# Banksiamyces
Banksiamyces G.W.Beaton, 1982 è un genere di funghi dell'ordine Helotiales, presumibilmente da collocarsi nella famiglia Helotiaceae.
Il genere include quattro specie, che crescono sui follicoli dei semi dei "coni" (spighe floreali) morti di varie specie di Banksia, un genere di piante della famiglia Proteaceae endemica dell'Australia.
I corpi fruttiferi del fungo appaiono come piccole coppe (solitamente hanno diametro inferiore a 10 mm), poco profonde e scure, presenti sui follicoli del frutto di Banksia.
I margini dei corpi del frutto secco si ripiegano all'interno, assumendo la forma di strette fessure. I primi campioni di Banksiamyces, noti all'epoca come Tympanis toomansis, furono descritti nel 1887. 
La raccolta occasionale di altri campioni proseguì per quasi 100 anni, prima che essi fossero esaminati in maniera più critica, al principio degli anni '80, giungendo così alla costituzione di un nuovo genere per contenere le tre specie distinte fino ad allora individuate: B. katerinae, B. macrocarpus, e B. toomansis. Una quarta specie, B. maccannii, fu aggiunta nel 1984.

## Descrizione
I corpi del frutto, o apoteci, delle specie di Banksiamyces sono ricettacoli a forma di coppa supportati su uno stipe (gambo), di colore da marrone scuro a nero, con un'area centrale di colore grigio scuro.
Quando sono secchi, gli apoteci sono ricoperti di una polvere biancastra.
I margini della coppa possono essere arrotolati verso l'interno (specialmente quando sono secchi), oppure possono essere ritorti e alquanto appiattiti.
Sia lo strato di tessuto più esterno (l'excipulum ectale) sia il tessuto del gambo sono composti da cellule fungali con pigmenti marroni che possono essere sia a parete spessa sia a parete sottile, ricoperti di piccole particelle (granules), di forma da sferica a ellissoidale. 
Lo strato medio di tessuto (l'excipulum medullare) sia della coppa sia dello strato interno di tessuto (la medulla) del gambo contengono uno strato di tessuto composto di ife simili all'excipulum ectale. Un secondo strato di tessuto è composto da ife translucenti e gelatinose; questo strato può essere presente nell'excipulum medullare, nella medulla o in entrambi.
Gli aschi sono strutture riproduttive allungate che recano le ascospore, in groupi di otto.
Le specie di Banksiamyces hanno aschi di forma da cilindrica a quella di mazza e possiedono alle loro estremità una spina, che si colora quando è tinta con iodio.
Le ascospore possono essere disposte in una o due file (rispettivamente uniseriate e biseriate) o, raramente, in maniera irregolare.
Le ascospore sono ellissoidali, traslucenti, sono leggermente curve e possono essere affusolate; la maggior parte delle ascospore contiene due gocce di olio.
Quando si trovano nell'asco, le ascospore sono ricoperte da una mucillagine traslucente, che ha un elevato indice di rifrazione per la luce.
Le parafisi (ife sterili che si trovano frammiste alle ife fertili) sono cellule ifali filamentose presenti nel tessuto in cui si trovano le spore fertili, distribuite tra gli aschi.
Le estremità libere delle parafisi si biforcano e si ramificano, combinandosi con le punte degli aschi per formare uno strato di tessuto di aspetto da traslucido a marrone.

## Tassonomia
Nel 1887, i micologi inglesi Miles Joseph Berkeley e Christopher Edmund Broome descrissero una specie di fungo che chiamarono Tympanis toomansis, raccolta da coni morti di Banksia, che crescevano sulle rive del Tooma River nella parte meridionale del Nuovo Galles del Sud, Australia. 
La sua collocazione generica fu il risultato della sua somiglianza con Tympanis, un genere della famiglia Helotiaceae dei funghi Ascomycota.

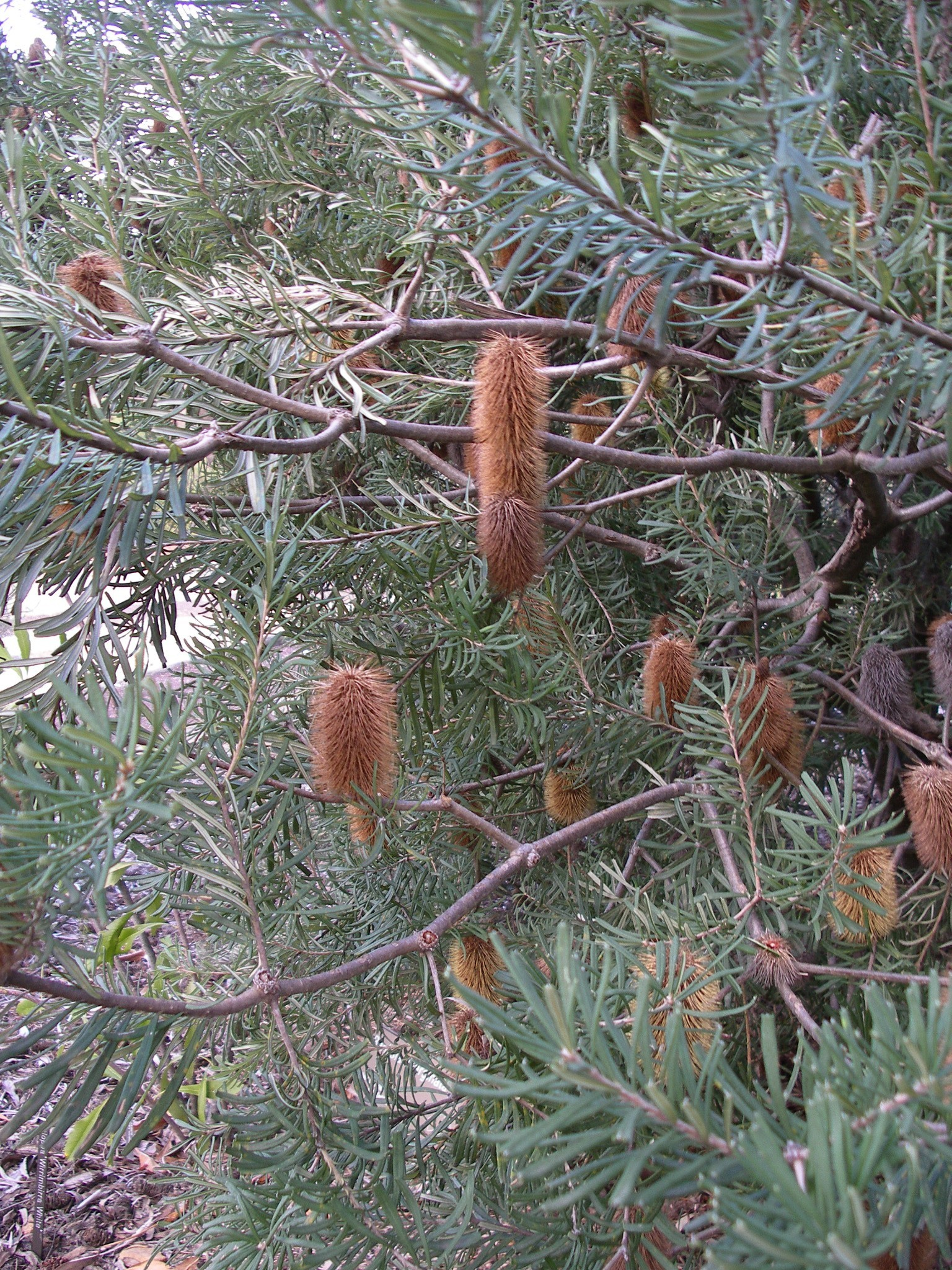
Banksia marginata, la specie arbustiva dalla quale furono raccolti i primi campioni di Banksiamyces

Raccolte aggiuntive, all'epoca ancora ritenute T. toomansis, furono compiute nel South Australia nel 1952, nuovamente su coni morti di piante di Banksia non specificate, e pure nel 1956, su cono morti di Banksia marginata. 
Negli anni 1957 e 1958, R. W. G. Dennis ridescrisse le specie e, dopo consultazione con il micologo canadese James Walton Groves, che in precedenza aveva completato una monografia sul genere Tympanis, trasferì il taxon al genere Encoelia (famiglia Sclerotiniaceae).
Le specie di Encoelia sono piccole, dure, con discomiceti marrognoli, che tipicamente crescono a gruppi su substrati di legno duro o legnosi. Per il fatto che le raccolte originali erano incomplete e alcune caratteristiche miscroscopiche non erano adeguatamente descritte, varie raccolte eseguite in Australia erano ritenute variazioni della raccolta originale del 1887.
Negli anni '80 del XX secolo, la disponibilità di campioni freschi dei funghi, raccolti dal micologo australiano Bruce A. Fuhrer dai coni di Banksia spinulosa, permise a Gordon Beaton e a Gretna Weste di riesaminare le raccolte precedenti.
Furono così trovate varie differenze apparenti e microscopiche che suggerivano che nelle raccolte erano presenti tre specie distinte e, inoltre, che le specie erano tanto diverse da altre specie del genere Encoelia da garantire che potessero essere raggruppate all'interno di un nuovo genere, che Beaton e Weste chiamarono Banksiamyces.
Le tre specie di Banksiamyces che essi descrissero nel 1982 erano le originarie *B. toomansis (inizialmente chiamata T. toomansis),
- B. macrocarpus e
- B. katerinae[3].

Una quarta specie, B. maccannii, fu assegnata al genere dagli stessi autori nel 1984.
Uno studio del 2006 identificava due taxa aggiuntivi, che però non rispondevano adeguatamente alla descrizione delle specie pubblicate in precedenza; questi sono stati chiamati Banksiamyces aff. macrocarpus e Banksiamyces aff. toomansis.
Alcune specie esistenti sono state identificate su altre specie di Banksia, cosicché si ebbe maggior evidenza del fatto che i singoli funghi Banksiamyces non parassitavano esclusivamente un'unica specie di Banksia, una ipotesi proposta da Beaton e Weste nel 1982.
Il genere Banksiamyces è classificato nella famiglia Helotiaceae, una famiglia di funghi di ampia distribuzione, ma poco nota, della quale molte specie sono saprofite su tessuti erbacei o legnosi.
L'assegnazione di questo genere alle Helotiaceae è provvisorio e non è stata ancora eseguita alcuna analisi molecolare, che possa chiarire la relazione filogenetica del genere Banksiamyces con gli altri taxa dell'ordine Helotiales.
Sulla base della somiglianza fisica, Wen-Ying Zhuang incluse il genere Banksiamyces all'interno del genere Encoelia nel suo studio del 1998 sulla sottofamiglia Encoelioideae della famiglia Helotiaceae. 
Egli comunque ammise che non aveva esaminato alcun campione.

## Specie

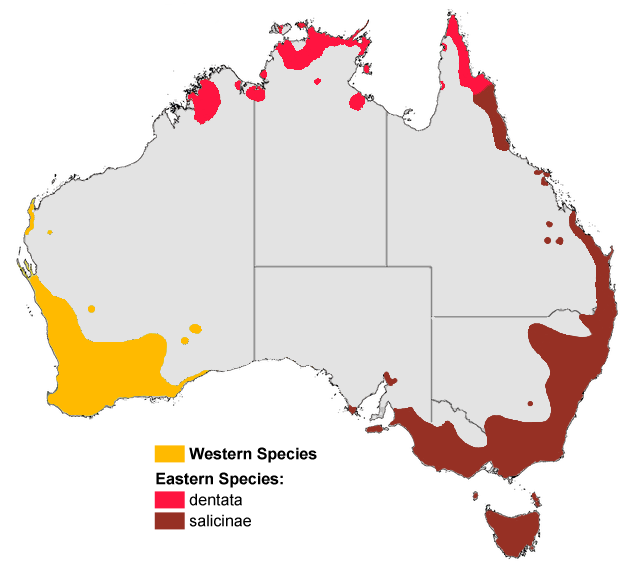
Areale delle specie di Banksia (l'ospite di Banksiamyces), raggruppate in specie occidentali, Banksia dentata, e nella serie Salicinae

- B. katerinae (così chiamata in onore della moglie di G. Beaton, l'autore senior del primo lavoro del 1982. La specie fu scoperta inizialmente nel 1964; essa cresceva sui follicoli dei semi dei coni morti di Banksia ornata, nella Mount Zero Area dei Grampiani, nel Victoria nordocciedentale[3])
- B. maccannii (descritta per la prima volta nel 1984, fu trovata sui coni morti di Banksia saxicola. Il nome della specie fu scelto in onore di Ian McCann, per la sua "discovery of the type collection and ... his years of ecological, educational and conservation work in the Victorian Grampians." Il fungo si distingue dalle altre specie di Banksiamyces per i suoi aschi più grandi, per le spore più grandi e per le punte delle parafisi affusolate. Inoltre, si è riscontrato che il campione tipo fruttificava in dicembre e gennaio, mentre le altre specie fruttificano in inverno e autunno[9])
- B. macrocarpus (questo fungo cresce sui coni morti di Banksia spinulosa e fu raccolto per la prima volta vicino a Tonimbuk, Victoria nel 1981. Esso rappresenta la specie tipo di Banksiamyces[3][14])
- B. toomansis (questa è la specie descritta e illustrata per prima da Berkeley e Broome. Il campione tipo fu raccolto su un cono di Banksia marginata sulle rive del Tooma River del Nuovo Galles del Sud[3][4]. Essa è stata rinvenuta anche su coni di Banksia sphaerocarpa, nei pressi di Busseltonm nell'Australia Occidentale, di B. nutans, B. pulchella, B. speciosa e B. occidentalis, tutte dal Mount Merivale, 20 km a est di Esperance, di B. baxteri, coltivata nei Cranbourne Botanic Gardens, di B. integrifolia, delle Blue Mountains, e di B. marginata della Kangaroo Island[10]. Fra i sinonimi vi sono Tympanis toomansis Berk. & Br. e Encoelia toomansis (Berk. & Br.). Le sue ascospore possono aver forma dal ellittica a cilindrica e dimensioni di 6–10 per 2,5–3 µm[7])